# Beelzebufo ampinga
Beelzebufo
Genre
Espèce
Beelzebufo ampinga, unique représentante du genre Beelzebufo, est une espèce éteinte d'amphibiens de la famille des Ceratophryidae, une grenouille fossile de grande taille (jusqu'à 40 centimètres) ayant vécu au Maastrichtien (Crétacé supérieur), soit il y a environ entre 72,2 à 66,0 millions d'années,
.

## Étymologie
Le nom générique Beelzebufo est un mot-valise intégrant Beelzebub (Belzébuth en français), un dieu du monde sémite, et le mot latin bufo, « crapaud ».
Le nom spécifique ampinga signifie « bouclier » en langue malgache.

## Répartition
Beelzebufo ampinga a été découverte dans la formation géologique de Maevarano (en) à Madagascar.

## Description

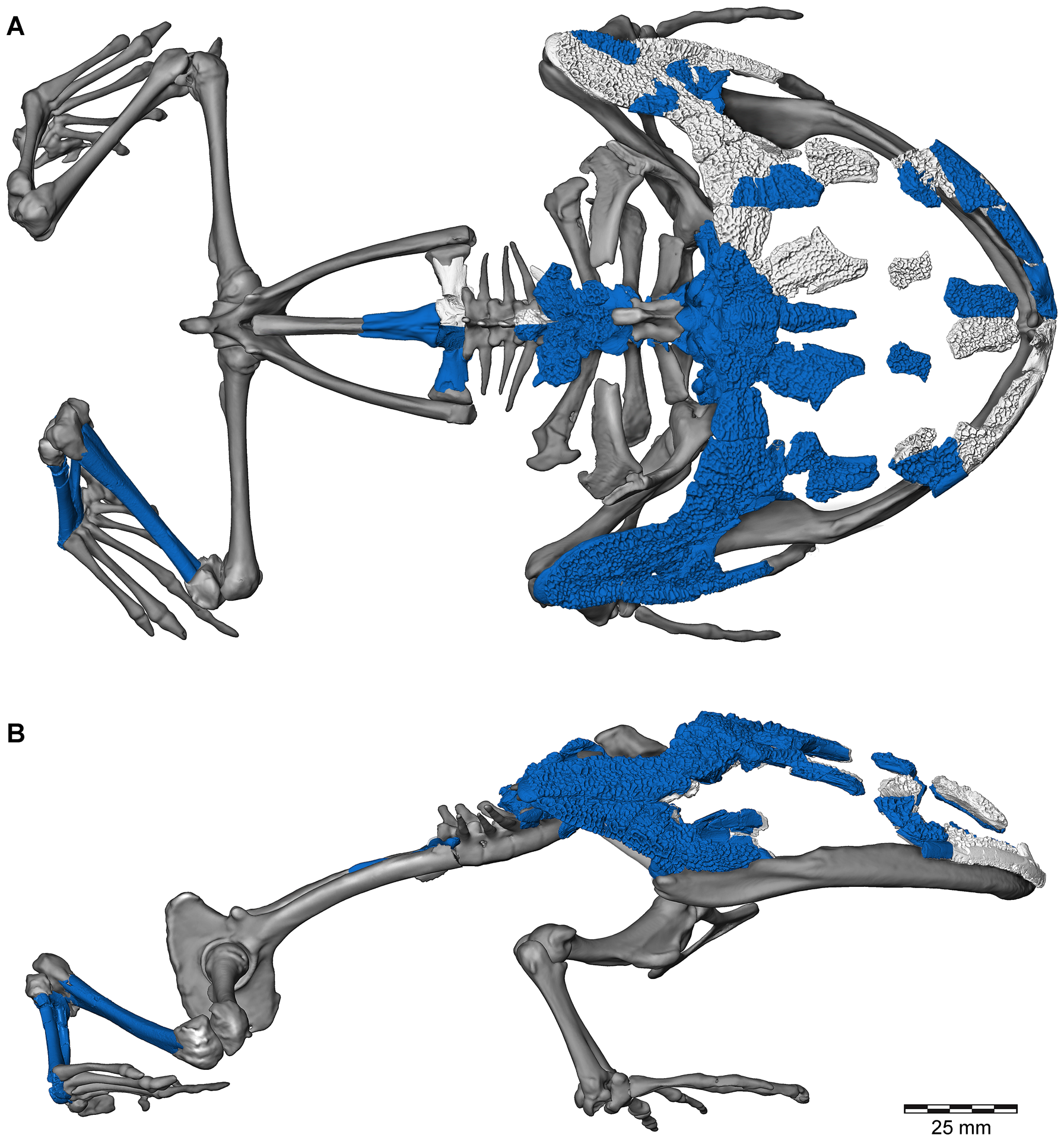
Reconstitution 3D du squelette de Beelzebufo ampinga à partir des os retrouvés (en bleu).

Beelzebufo ampinga aurait pu atteindre 40 centimètres de long pour une masse de 4 kg,. La longueur de son museau pouvait être de plus de 23 centimètres.
Sa gueule était très grande et les os du sommet de son crâne portaient une surface externe rugueuse indiquant qu'une partie de sa tête était couverte de d'écailles osseuses appelées scutelles.

## Paléobiologie
David W. Krause, l'un des inventeurs du genre considère, qu'étant considéré sa taille et la puissance de ses mâchoires, « Il n’est pas exclu que Beelzebufo ait pu se nourrir de lézards, de petits mammifères et de plus petites grenouilles, et même, vu sa taille, de dinosaures juvéniles »,.

## Beelzebufo dans la culture
- Les médias l'ont surnommée « grenouille de l'enfer »[3].
- Beelzebufo apparait dans le jeu Ark Survival Evolved en tant qu'animal domptable.